# La corresponsal
La corresponsal (originalment en anglès, A Private War) és una pel·lícula estatunidenca del 2018 de drama biogràfic dirigida per Matthew Heineman i protagonitzada per Rosamund Pike com la periodista Marie Colvin. La pel·lícula està basada en l'article de 2012 «Marie Colvin's Private War» de la revista Vanity Fair, escrit per Marie Brenner. La pel·lícula fou escrita per Arash Amel. També hi apareixen actors com Jamie Dornan, Tom Hollander i Stanley Tucci. S'ha doblat i subtitulat al català.

## Sinopsi
La història gira al voltant de la periodista de guerra Marie Colvin, qui aconseguí endinsar-se l'hivern del 2012 a Síria per cobrir la guerra civil. Colvin i el fotògraf Rémi Ochlik foren assassinats per un artefacte explosiu improvisat, mentre els mitjans de comunicació oficials fugien davant el bombardeig de l'exèrcit sirià.

## Repartiment
- Rosamund Pike com Marie Colvin
- Jamie Dornan com Paul Conroy
- Stanley Tucci com Tony Shaw
- Tom Hollander
- Corey Johnson com Norma Coburn